# Skatan
Skatan is een plaats in de gemeente Sundsvall in het landschap Medelpad en de provincie Västernorrlands län in Zweden. De plaats heeft 62 inwoners (2005) en een oppervlakte van 12 hectare. De plaats ligt aan een baai van de Botnische Golf.